# Жила-була одна баба
«Жила-була одна баба» (рос. «Жила-была одна баба») — російський історичний драматичний фільм 2011 року, знятий режисером Андрієм Смирновим. Кінокартина розповідає про Тамбовське повстання через життя звичайної селянки Варвари, та про життя селянства у часи Громадянської війни в Росії в цілому.

## Сюжет
Фільм складається з двох частин і розповідає про долю російської селянки Варвари в 1909—1921 роках.

### Частина перша. Старий режим
1909 рік. Селянка з бідної родини Варвара вінчається з багатшим односельцем Іваном. Після церкви всі запрошені йдуть гуляти весілля у чоловікової родини. На шлюбну ніч, за російською традицією, молодим стелять ліжко в сараї та зачиняють їх там до самого ранку. Лишившись на одинці молода дівчина боїться свого чоловіка, всіляко чинить спротив його намаганням вступити в статевий контакт, після чого Іван випиває пляшку горілки та просто засинає. Зранку сарай відкриває Феклушка, дружина Іванового брата. Досвідчена жінка бачить, що молоді сплять в різних кінцях будівлі, а на простирадлах не видно жіночої крові, отже Варвара лишилась цнотливою. Щоб врятувати молодих від ганьби, Феклушка рубає курку та розмальовує простирадла її кров'ю. Після, за традицією вивішує їх на подвір'ї для загально огляду, як символ, що шлюбна ніч молодої пари була вдалою. У день молода дружина вже працює по господарству разом з усією новою ріднею, доки сам чоловік відсутній. Ближче до вечора він повертається п'яним та засинає у клуні. На ніч Варвара йде до будинку спати, але свекор та голова сімейства — Яків Баранчик, вигонить її з будинку в сарай, адже за його словами: «Місце жінки там — де її чоловік. Будь він п'яний, чи тверезий».

Кадр з весілля Варвари

Зима. Усе сімейство збирається до церкви. Іван іде у хлів, щоб запрягти коня. У будівлі він бачить брата Єгора, що сидить над упавшою з ніг твариною, яка помирає. Кінь застуджений. Іван одразу бере провину на себе, адже він вчора їздив на ньому до лісу. Єгор говорить, що останній раз коня поїла Варвара, отже провина на ній. Іван просить його мовчати. Коли про смерть дізнається Яків Баранчик, то одразу шукає винного для покарання. Іван говорить, що карати треба його, але Феклушка та Панька розповідають правду про Варвару. Яків Баранчик зі злістю 12 разів б'є дівчину батогом і кинувши все, йде до хати хильнути чарку. Після цієї події вся побита та знесилена Варвара в розпачі намагається повіситись у сараю, але її знаходить та рятує Іван.
Літо. Жнива. Після роботи в полі все сімейство відпочиває. До них приїздить місцевий багатій, якого всі кличуть циган Дьомка. У селі ходять чутки, що він: «Ласий до жінок», за що його не раз били. У розмові з Яковом Баранчиком хлопець починає розпитувати про Варвару, але його зупиняють. Після праці все сімейство повертається додому. Удома Іван дарує Варварі сережки. Всі йдуть до церкви, а після: чоловіки в шинок, жінки на кладовище. Панька переказує Варварі, що нею зацікавився циган Дьомка й готовий заплатити півтори карбованці, якщо вона піде до нього в ліжко, тим паче зараз ніхто не дізнається. Варвара відмовляється та повертається додому. Тут серед двору лежить п'яний Яків Баранчик, якого дівчина намагається підняти та довести до ліжка. До хати він не доходить, а лише лягає на купу сіна у дворі. Наостанок просить квасу та поцілувати його заради свята, а далі намагається вдатись до снохацтва. Варвара відштовхує Якова, той падає головою на великий камінь і помирає. Коли вся родина повертається додому — відбувається чергова сварка. Усі, окрім чоловіка, звинувачують Варвару в смерті голови сім'ї. Іван вирішує переїхати з дружиною на хутір. Деякий час обжившись на новому місці, Варвара вирішує йти до місцевої чаклунки тітки Чуманихи, щоб та допомогла завагітніти від Івана. Вже по дорозі додому вона зустрічає знайомого, на ім'я Гришка та незнайомця, якого кличуть Мітяй. Вони звуть Варвару на поляну, де біля вогнища сидить ще двоє чоловіків та жінка. Там Варвару пригощають горілкою, а потім ґвалтують. Повернувшись додому Варвара йде одразу в баню, де її роздягнену застає Іван. Побачивши оголену дружину з підбитим оком — Іван теж вступає з нею у статевий контакт.
1914 рік. Варвара носить на руках малу дитину. Іван привозить на хутір батюшку Веремія, щоб той освятив подвір'я та будинок, що він і робить за два карбованці. А ще священник дає Варварі пораду сходити в Задонськ та поставити там свічку, за його словами це має допомогти позбутись загальної ненависті суспільства тут. Наступного дня Варвара разом з дитям вирушає в далеке паломництво. У дорозі вона і дізнається про початок Першої світової війни. На шляху додому їй зустрічається дивний чоловік, який за вбивство дружини відбув багато років каторги, встиг побувати в рясі монаха, а зараз йде на війну. Цей чоловік допомагає Варварі з дитиною сховатись від дощу, а згодом вони займаються коханням і на ранок попрощавшись, розходяться різними шляхами. Удома Варвара знаходить п'яного Івана в полі та згорілий сарай. Виявляється його мобілізували. Наступного дня дружина з дитям проводжає чоловіка на війну.

### Частина друга. Влада народу
1919 рік. Пасажирський потяг. Більшовицький комісар ходить з перевіркою документів, а ще збирає гроші за подальшу дорогу та конфісковує спирт і злото. Цим потягом їде і Варвара з 7-річною дочкою. Оскільки у них немає жодних документів, їх знімають з потяга і вони йдуть до рідного хутора пішки.
Підходячи до хутора, помічають дим з димаря. Усередині зустрічають якогось незнайомця зі зброєю та явними психічними проблемами, що тепер облаштувався тут жити. Спершу між ними стається сварка за будинок, незнайомець погрожує зброєю, згодом вони доходять згоди й новий співмешканець, на ім'я Малефей пропонує продати сіль та спідницю, товари які мало де можна знайти. Проте, угоду скасовує раптовий візит більшовиків, від яких озброєний чоловік змушений ховатись. Вони сповіщають Варвару, що її родина виявляється кулаки та їх землю тепер конфісковано. Подальшу долю буде вирішувати «народ».
Наступна сцена показує, як вже сліпий батюшка Веремій хрестить чиюсь дитину в церкві, там присутня і Варвара. Після церкви всі присутні йдуть на вечерю. На хрестини приходить і двоє комуністів. Вони теж доєднуються до застілля і разом з батюшкою Веремієм п'ють горілку, з чого всі сміються: священник випиває з комуністами.
Уночі Варвара повертається додому, де у дворі Малафей разом зі спільником розвантажують ящики та мішки з воза. Спочатку вони проганяють Варвару, але та стоїть на своєму та залишається. У возі лежить пораненим третій їх спільник, якого жінка намагається лікувати. Після розвантаження пустий віз із кучером та пораненим їдуть з хутора, а новий співмешканець залишається. Увечері вони пиячать, а після, бувши вже на підпитку, лягають разом до сінника.
Зранку Варвара прокидається першою, умивається, а потім зі сховку дістає десь крадену Мелефаєм тканину і переховує її в інше місце. Опісля, співмешканець помітивши пропажу починає серед двору лупцювати жінку, аж тут приходять більшовики по справі пограбованого вчора хутора. Знайшовши крадені мішки та ящики, вони все конфісковують, а Малафея забирають із собою.
Місто. У колишньому маєтку роздають людям суп. Поївши, Варвара з дочкою йдуть на площу. Там зібрався люд з причини, що місцевого архієрея комуністи вивезли в невідомому напрямку, а тепер ще й забирають кудись ікону Божої Матері. З метою припинити бунт, більшовики починають стріляти по натовпу з кулемета Максим, після чого всі люди розбігаються, а частина вбитими лишається на площі. Вже у селі Варвара обмінює раніше заховану та двічі крадену тканину, на корову, щоб якось прожити.
Зима. Варвара привозить до хати свого сусіда Давида Лукича та пригощає вечерею, намагаючись звабити. Аж тут до них заходять більшовики, вимагаючи здати продукти. У відповідь на те, що їх немає — вони просто забирають корову, останнє, що було у дворі. Варвара йде за коровою до села, де відбувається сцена, як більшовики розстрілюють чоловіка, що здав їм декілька кілограмів картоплі, але дрібної. У дворі Давида Лукича більшовики теж проводять обшуки. Б'ють батогом хазяїна, щоб той видав де заховано припаси, але він мовчить, доки один з місцевих не видає цієї таємниці добровільно. Також за цим спостерігає Варвара і тут її помічає один з комуністів — колишній співмешканець Малафей, якого ще влітку забрали у невідомому напрямку за крадіжку. Сцену перериває раптова звістка про пожежу в одному з дворів у іншій частині села. Виявляється то горить подвір'я селянина, який навмисне його підпалив і забороняє гасити іншим, щоб його майно не дісталось більшовикам. Також він зазиває всіх йти звідси, кудись по далі в Сибір.
Ніч. Варвара колихає в будинку біля пічки немовля, це вже друга її дитина. У двір на санях приїздить колишній співмешканець Малафей, що тепер теж комуніст, разом з ним більшовицький командир та ще одна особа. Заходять в хату, накривають на стіл та сідають гуляти. Почувши дитячий крик чоловік наказує Варварі, щоб заспокоїла дитину на що Варвара відповідає, що це його син. Після здивування співмешканець показує дитину іншим своїм товаришам та вони починають за це випивати. Між ними зав'язується сварка хто більший комуніст, згодом вона переходить до бійки. Аж тут на помешкання налітають антонівці. Більшовицького командира вбивають на місці, а Варвариного співмешканця та третього комуніста беруть в полон. Малафей просить його помилувати, адже лише недавно став батьком. Антонівський командир дає умову, що помилує та візьме до себе в тому разі, якщо він вб'є свого товариша більшовика. Після довгих вагань чоловік виконує умову.
Ранок. У селі вже хазяйнують антонівці, біля церкви закопують комуністів. Добровільно мобілізують місцеве чоловіче населення до своїх лав. Давид Лукич всіляко відмовляється та залишається вдома. Варвара забирає конфісковану раніше більшовиками свою корову.

Літо. Сінокіс. Варвара складає овес, Давид Лукич проходить поруч та каже, що зайде увечері. Потім справді приходить, Варвара його пригощає вечерею та самогоном. Аж раптом свист, антонівці на возі привозять додому пораненого Малафея, який ледь при тямі. Давид Лукич допомагає його занести в будинок та дає поради з лікування його осколкового поранення. Потім йде додому.

Кадр з фільму, як більшовики розстрілюють місцеве населення

Наступні кадри показують як сотня антонівців проїздить селом та зупиняється біля церкви. Там від батюшки Веремія вони отримують благословення та залишаються деякий час у селі на стоянку. Група антонівців бачить як Давид Лукич кудись їде зі своєю кобилою та лошам. Попри його спротив вони забирають коней собі для війни та ставлять у конюшню. У селі командир антонівців спілкується з місцевим населенням, говорить, що у них зараз проблема з конями та вівсом, просить допомоги. У відповідь один з дідів каже: «Та ми портки останні знімемо, тільки комуністів повбивайте». У цей час Варвара йде до місцевої жінки та гадає з нею на картах про подальшу свою долю. Наступна сцена демонструє вже конюшні, де ховається Давид Лукич, втопивши антонівського охоронця він сідлає свою кобилу та тікає, антонівці влаштовують погоню. Перебуваючи у дворі неподалік, Варвара спостерігає це і пропустивши Лукича через ворота, прямо перед антонівцями їх зачиняє, цим самим допомагаючи йому втекти. За що отримує декілька ударів батогом від переслідувачів. Увечері Варвара приходить у ліс на поляну, де ховається любий їй Давид Лукич, вони у двох розважаються, а згодом займаються коханням.
На ранок Варвара приходить до села, де вже хазяйнують комуністи. Провівши обшуки та вилучивши у населення зброю, вони заносять волость на чорну дошку за допомогу антонівцям. Беруть десяток заложників та біля церкви розстрілюють. Потім беруть іншу групу куди потрапляє і Давид Лукич, Варвара намагається його визволити говорячи, що це її чоловік, адже більшовики обіцяють відпускати сім'ї з малими дітьми. Проте, хтось із місцевих каже більшовикам, що це насправді не її чоловік, а іншої жінки, через що Варварі присуджують виселення в Архангельську область. Після цього відбувається розстріл де гине Давид Лукич. Камера абстрагується від навколишніх подій, концентрується лише на Варварі, що заривається сльозами та криком. На фоні йде дощ, що затоплює все. Наступні кадри показують як Варвариних дітей та все її майно садять на віз, для виселення. Сама жінка ще в хаті, відчинивши двері туди рине хвиля води затоплюючи все навколо. На цьому фільм завершується.

## У ролях

### У головних ролях[1][2]
- Дар'я Єкамасова — Варвара, головна героїня
- Владислав Абашин — Іван, чоловік Варвари
- Андрій Курносов — Єгор, брат Івана
- Євдокія Германова — Феклушка, дружина Єгора
- Роман Мадянов — Яків Баранчик, свекор Варвари
- Агрипина Стеклова — Панька, дружина Якова
- Максим Аверін — Олександр
- Олексій Серябряков — Дмитро Лукич (Лобода)
- Олексій Шевченков — Малафей
- Ніна Русланова — Крячиха
- Всеволод Шиловський — батюшка Веремій

### У другорядних ролях[1][2]
- Йола Санько — тітка Чуманиха
- Ольга Лапшина — Федіха
- Ельвіра Волошина — Клашка Лобаниха
- Наталія Тетенова — Тринька
- Людмила Давидова — Мотрона
- Олексій Алексєєв — Гришка
- Павло Поймалов — циган Дьомка
- Ігор Чигасов — Ігнаха-Слизень
- Євгеній Харитонов — Захар
- Сергій Фатьянов — Мітяй
- Іван Замотаєв — гармоніст у саду
- Ірина Дубровська — дівчина в саду
- Володимир Федоров — юродивий
- Людмила Полякова — Парамоновна
- Ігор Класс — дід Ликов
- Олександр Борисов — Євсей
- В'ячеслав Крикунов — Личонок
- Андрій Дєжонов — командир продзагону
- Віктор Катушенко — Жунтяй
- Микола Рубцов — Єльмень
- Олексій Ошурков — Бодунок
- Петро Логачов — Орелік
- Дмитро Муляр — командир
- Віталій Кищенко — чекіст, керівник особливого відділу
- Борис Полунін — комдив
- Сергій Легостаєв — Степан Чуканов
- Олександр Аравушкін — Щербатий
- Павло Буйнаков — Спірька
- Олег Білик — антоновець, що привіз пораненого Малафея
- Сергій Власов — писарь
- Юрій Шевчук — командир антонівського загону
- Олександр Колодін — Тімоха
- Поліна Костіна — Палашка в 3 роки
- Маша Белявська — Палашка в 7 років
- Віталій Абдулов — епізод

## Історія створення

### Сценарій
За словами режисера Андрія Смирнова, у 1979 році він призупинив творчу діяльність, бо його останній на той момент фільм «Вірою і правдою» був сильно спотворений державною цензурою. Лише через вісім років, коли постало питання скасування цензури, він повернувся до створення фільмів. У грудні 1987 року, прокинувшись серед ночі, Смирнов записав у щоденнику, що можна створити картину про Тамбовське повстання. Так з'явився задум майбутньої стрічки. На початку 1990-х, коли з розпадом Радянського союзу були оприлюднені раніше засекречені архівні матеріали, почалася повноцінна робота над сценарієм. Режисер 10 років працював у Російській державній бібліотеці та Державному архіві РФ. Головним консультантом був місцевий історик з Тамбова — Володимир Самошкін. За 14 років Андрій Смирнов об'їздив всі райони Тамбовської області, відвідав безліч населених пунктів та поспілкувався з місцевими. Назву було перероблено з повісті Михайла Лєскова «Житіє однієї баби», також автор використовував мотиви творів: Івана Буніна, Антона Чехова, Івана Шмельова, Олексія Ремізова та Корнія Чуковського. Сценарій було завершено 2004 року.

### Фінансування
Три роки було витрачено на пошук коштів. Загальний бюджет стрічки, за словами режисера, склав понад шість з половиною мільйонів доларів, два з яких було виділено Міністерством культури Російської Федерації. Решта чотири мільйони — це спонсорські кошти меценатів. Фільм профінансували: Віктор Вексельберг, Альфред Кох, Роман Абрамович, Леонід Гозман, Анатолій Сердюков, Володимир Якунін та Анатолій Чубайс. Також, за словами режисера, Владислав Сурков допоміг знайти благодійний фонд, що погодився додати фінансів у бюджет майбутньої стрічки. Через світову економічну кризу 2008 року бюджет втратив один мільйон доларів, з цієї причини довелося скоротити деякі витрати та урізати зарплати акторам, після чого деякі з них покинули проєкт.

### Фільмування
Знімання почалося 18 липня 2008 року і повинно було тривати протягом літа й осені того ж року, окремі сцени були заплановані на зиму. Проте, на кінець літа 2008 припав сезон дощів, з цієї причини графік скоригувався на літо 2009. Фільмування відбувалось у селах: Кривополяння, Лисі Гори, Царівка. Російським державним телеканалом «Культура» про роботу в цих селах було створено документальний фільм «Під говір п'яних мужиків». Окремі сцени кінокартини були зняті в Тамбові. Остаточно фільмування завершено 4 вересня 2009 року. Потім тривав монтаж відзнятого матеріалу в Празі.

### Реліз
27 жовтня 2011 року відбулася прем'єра фільму в кінотеатрах Росії. Згодом кінокартину було продемонстровано на кінофестивалі «Sputnik» у Польщі. Касові збори склали 507 тисяч доларів, 130 з яких були з Росії. У тому ж році сценарій, над яким архівна робота тривала декілька років, було видано окремою книгою у видавництві кінознавчого журналу «Сеанс». У 2015 році Першим каналом було знято розширену версію кінокартини у форматі п'ятисерійного мінісеріалу з аналогічною назвою. Хронометраж виріс до 5 годин, проти двох з половиною в оригіналі.

## Критика
Фільм отримав змішані та дуже суперечливі відгуки. Українофоб та путініст Михайло Задорнов назвав фільм антирадянським та брудним, а режисер за його словами зрадник. Аналогічної думки інший українофоб та путініст Дмитро Пучков. Російські монархісти критикували фільм за показ давнього російського села абсолютно убогим, бідним та відірваним від цивілізації. На їх думку у фільмі не вистачає таких професій, як агроном, фельдшер, землемір, сільський врач і т. д. чим автор спотворює реальну картину.

### Відгуки
- Сергій Притула, громадський та політичний діяч, актор та продюсер. У березні 2020-го на своєму ютуб-каналі випустив відео: «Що подивитись на карантині: ТОП-5 фільмів від Притули (мене)», де порадив цей фільм всім до перегляду зі словами[22]:

 «Подивіться його з огляду на дві причини. Перша, фільм реально добре знятий. І друге, завдяки йому ви зрозумієте чому нам ізо всіх сил потрібно рухатися на Захід, подалі від країни де п'яні ведмеді в лаптях грають на балалайках. Там дуже багато матеріалу для роздумів про те, на скільки все ж таки ментально різні між собою два народи, яких один маленький ботоксний диктатор вперто називає „братніми“…»
- Антон Долін, російський журналіст, кінооглядач та кінокритик[23]:

 «У центрі фільму досить очевидний і у всіх сенсах прозорий, але від цього не менш дієвий образ: місто Кітеж …крокодилячі сльози по „Росії, яку ми втратили“ — результат лінощів та неінформованості, а ще нерозуміння того, як же безпорадна і жалюгідна людина перед Історією. Це насправді вона безглузда і нещадна, а не горезвісний російський бунт — осмислений, але безнадійний. Так було сто років тому, і з того часу нічого не змінилося. У цьому жах. Втім, фільм Смирнова дихає зовсім іншими почуттями: гіркотою про втрачене, ніжністю до невидимого та цікавістю. Останнє, мабуть, найважливіше — це ключ до „археології почуттів“, до якої режисер вдається, намагаючись несуєтно, старанно й відсторонено відтворити зниклий світ… Росія у фільмі Смирнова — архаїчний всесвіт, у якому неможливі ні індивідуалізм, ні індивідуальність, а насильницьке, експериментальне відділення часток від загальної маси миттєво призводить до їхнього безслідного згоряння в непридатній для життя атмосфері…»
- Андрій Плахов, російський кінознавець та кінокритик[24]:

 «У дореволюційній селянській Росії, темній і безжальній, мало надихаючого — принаймні в тому ракурсі, який вибрав режисер, розповівши про велику історію з позиції „одної баби“… Ми, звичайно, досить скоро розуміємо, що головна героїня не просто баба, а образ Росії, опанованої Антихристом, і, отже, ті, хто її мордує, не якісь прибульці, вони вийшли з її лона… Для поетизації минулого тут майже не залишається місця, його займає апокаліптичний жах „окаянних днів“, доведений до міфологічного фіналу, де вся Тамбовщина за свої гріхи та страждання змивається бурхливими потоками, йде під воду — як „Титанік“ російської цивілізації… Дивним чином фільм Смирнова вписався в нішу як зразок антибільшовицької пропаганди. На щастя, фільм виявився ширшим за заявлені ідеологеми. Незважаючи на естетичні атавізми, він виглядає абсолютно сучасним…»
- Дмитро Пучков (відомий під псевдонімом «Ґоблін» або Goblin), російський перекладач, публіцист, а також українофоб та пропагадист путінського режиму[20]:

 «Фільм такий довгий, що можна дивитись хоч із середини. Насиченість відомими подіями в край висока… У режисера Смирнова окрім дикого сексу та розстрілів у російському селі — немає нічого… Найбільше Росію ґвалтують більшовики, бо режисер їх яро ненавидить… Радянський режисер Смирнов тягне свої радянські штампи в свій антирадянський „шедевр“. Мабуть 30 років думав над художніми рішеннями, а потім зліпив убогу антирадянщину по радянським же шаблонам. Замість показати національну трагедію якою є Громадянська війна — це русофобська клоунада… У нього (режисера-прим.) — Жила-була одна баба, а не велика країна…»

## Нагороди
- 2011 — кінофестиваль «Вікно в Європу» — приз президента фестивалю[25].
- 2011 — національна премія кінокритики та кінопреси «Білий слон» за кращу головну жіночу роль (Дар'я Єкамасова) та кращу чоловічу роль другого плану (Олексій Серебряков)[26].
- 2012 — кінопремія «Ніка» в шести номінаціях: кращий ігровий фільм (Андрій Смирнов як режисер і продюсер, Олена Пруднікова як продюсер), краща сценарна робота (Андрій Смирнов), краща робота художника (Володимир Гуділін), краща робота художника по костюмах (Людмила Гаінцева), краща жіноча роль (Дар'я Єкамасова) та краща чоловіча роль другого плану (Роман Мадянов)[27][28][29][30].